# Un grappolo di sole
Un grappolo di sole (A Raisin in the Sun) è un film del 1961 diretto da Daniel Petrie, tratto dall'omonima pièce teatrale di Lorraine Hansberry, che l'ha adattata per il cinema.
È stato presentato in concorso al 14º Festival di Cannes, dove Petrie ha ricevuto uno speciale Prix Gary Cooper.
Nel 2005 è stato scelto per la conservazione nel National Film Registry della Biblioteca del Congresso degli Stati Uniti.

## Trama
Un assegno di 10.000 dollari, frutto di un'assicurazione, giunge in una modesta famiglia afroamericana di Chicago, all'anziana vedova Lena Younger che, con sua nuora Ruth, vorrebbe acquistare una casetta con giardino in un quartiere più sano e ridente. Invece Walter, figlio di Lena, mortificato dalla sua professione di autista, vorrebbe associarsi con due loschi individui per la vendita dei liquori. Drammatici contrasti imperversano in famiglia, finché Lena, fatto un primo deposito per la casa, dà il resto a Walter pregandolo di disporre come un vero capofamiglia. Ma Walter versa tutto ai consoci: uno di essi scompare con il denaro e Walter vorrebbe rifarsi accettando il riscatto totale della futura casa da parte di un Ente che non gradisce i negri in quel quartiere. La presenza di suo figlio al momento della firma lo induce a rifiutare dignitosamente la proposta. (fonte https://www.cinematografo.it/film/un-grappolo-di-sole-il8eh1y6)
Nel tentativo di fuggire da un affollato sobborgo della città di Chicago, una famiglia afroamericana progetta di trasferirsi in un quartiere diverso per migliorare il proprio tenore di vita. (fonte ricerca Google)
Per una povera famiglia di colore, un ingente pagamento assicurativo poteva significare sia la salvezza finanziaria che la rovina personale. (fonte info TV IL13)

## Riconoscimenti
- Festival di Cannes 1961
  - Prix Gary Cooper
- National Board of Review Awards 1961
  - Miglior attrice non protagonista (Ruby Dee)